# Mazovia 1016

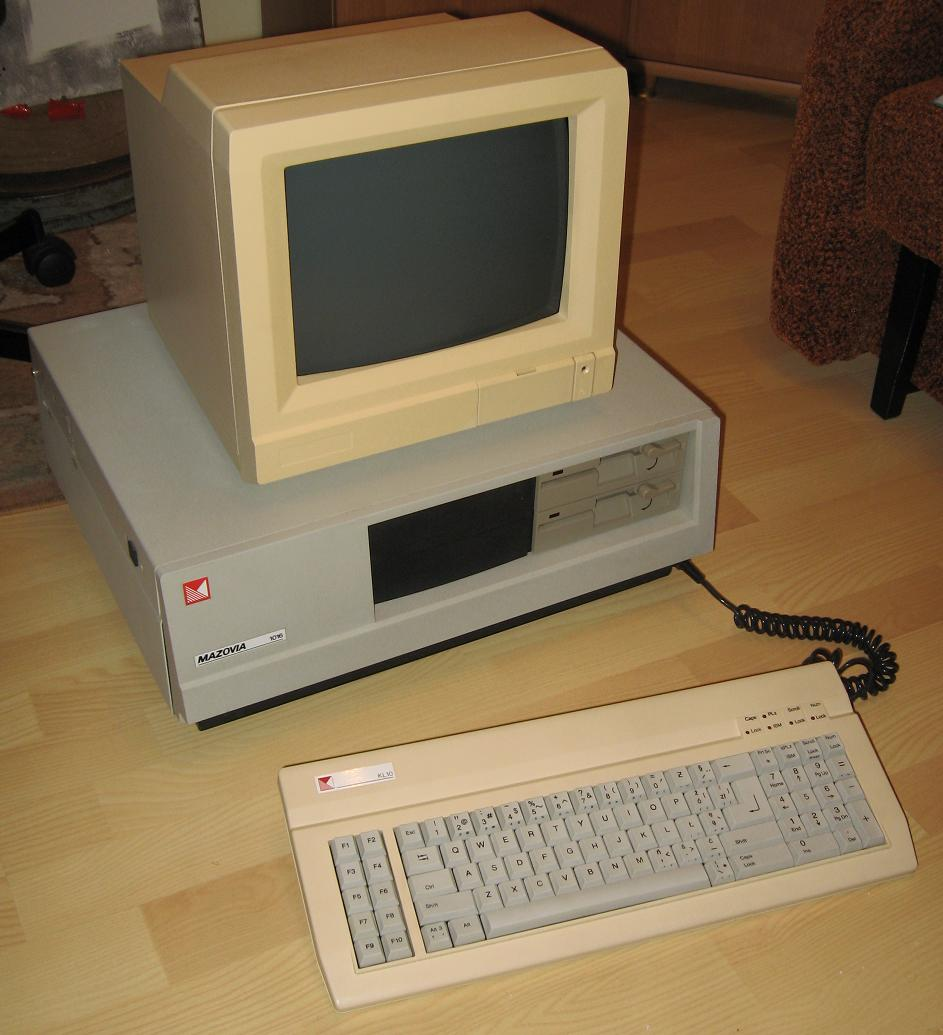
Mazovia 1016

Mazovia-1016 (Mazovia 1016) — персональный компьютер, изготавливавшийся с 1986 года в Польше компанией «Mikrokomputery». Клон компьютера IBM PC/XT. При создании широко применялись компоненты, производимые странами СЭВ. Использовал польскую кодировку символов Mazovia.
Разработка велась в Институте математических машин в Варшаве. Главным конструктором был Януш Попко (род. 1944). Предполагался выпуск до 3 000 машин в год, но этих объёмов достичь не удалось.
Компьютер был задействован в художественном фильме «Пан Клякса в космосе».

## Технические данные
- Процессор: Intel 8086 или К1810ВМ86 производства СССР
- ОЗУ: 256 кБ, возможно расширение до 640 кБ
- ПЗУ: 48 кБ, содержит BIOS и интерпретатор языка BASIC для адаптеров Hercules (HBASICA)
- Дисководы: 2x5,25" 360 кБ
- Жёсткий диск: опция: 10-30 МБ
- Клавиатура: 84-клавишная QWERTY с польскими символами, для использования с драйвером kPLz
- Принтер: D-100/PC, D-100E/PC
- Монитор:
  - монохромный: MM12P (совместимый с Hercules), или
  - цветной: MGK14,
- Набор символов знакогенератора:
  - польский (в кодировке Mazovia)
  - русский.